# اشکودا فوریت
اشکودا فوریت (Škoda Favorit) خودرویی است که در سال‌های ۱۳۵: ۰۷/۱۹۸۹ تا ۰۷/۱۹۹۵۱۳۶: ۰۸/۱۹۸۷-۰۷/۱۹۹۵تولید شده‌است.
این خودرو در کلاس خودرو کامپکت قرار گرفته و طراحی آن موتور جلو و خودرو محور جلو بوده طول آن در حالت طبیعی ۳٬۸۱۵ میلیمتر (۱۵۰٫۲ اینچ) است.
موتور آن ۱۲۸۹ سی‌سی سیستم جعبه‌دندهٔ آن ۵ دنده به صورت دستی است.

## نگارخانه

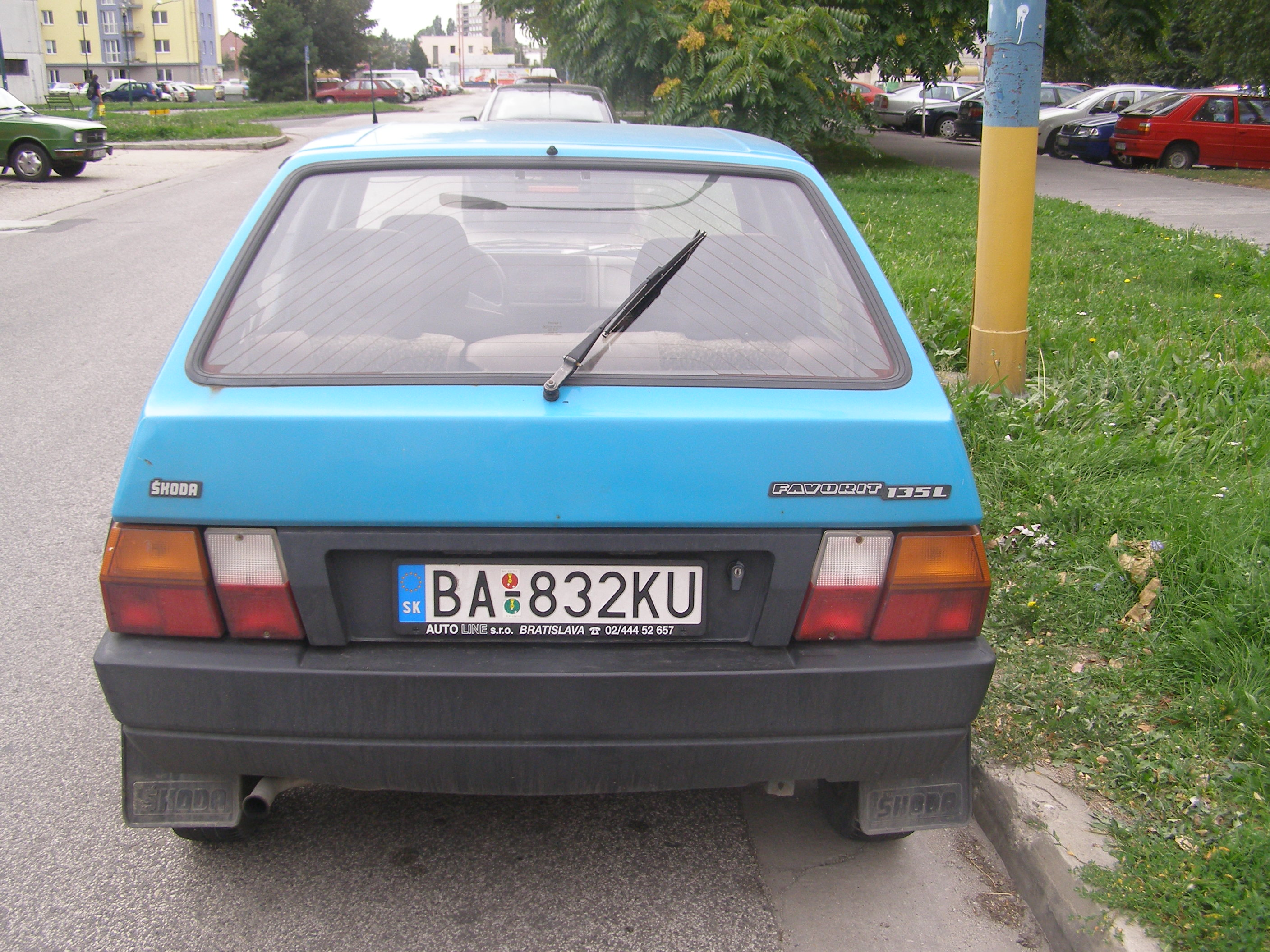
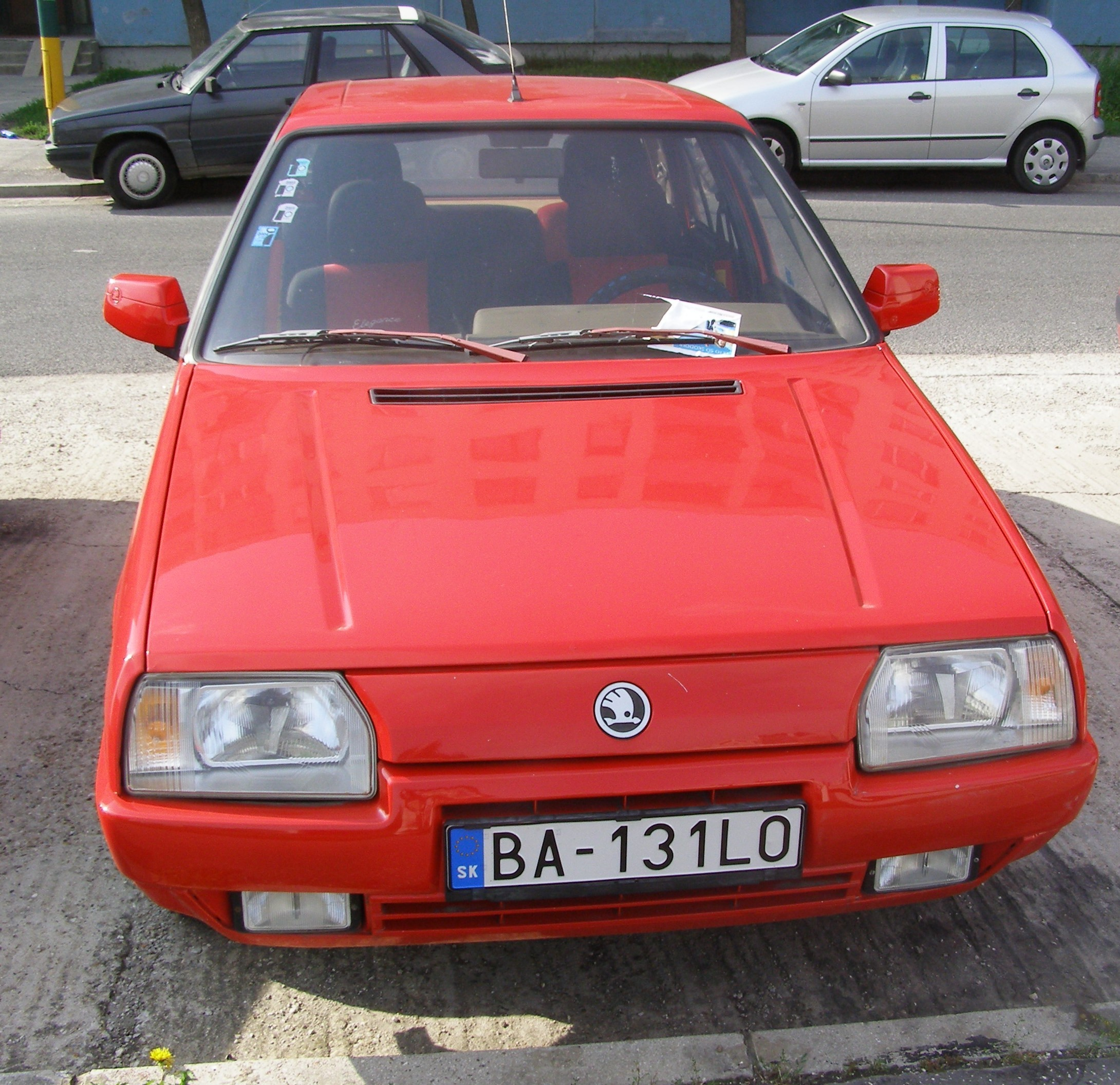
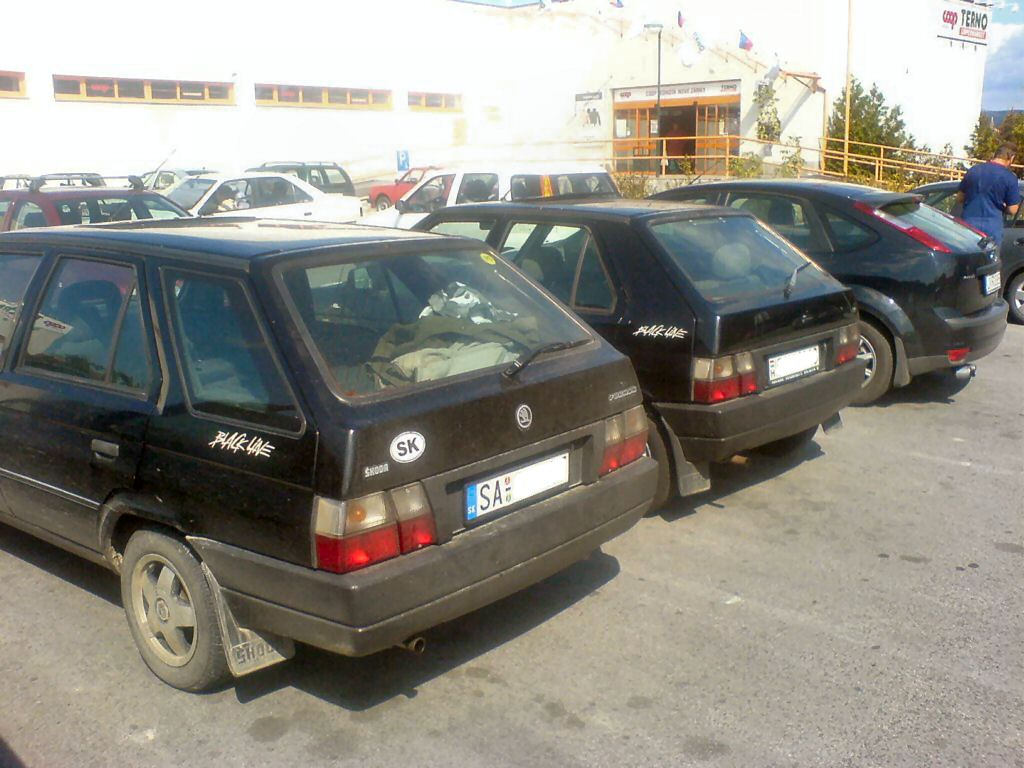